# 惡毒老人同盟
《惡毒老人同盟》（英語：The Wicked League），是香港電視網絡所製作的諷刺喜劇電視劇，由姜大偉及元華領銜主演，並由白彪、郭鋒、黎彼得、李楓、馮素波、謝月美及黄文慧聯合演出，此劇是李楓從視以來首次擔任第一女主角的作品。

## 演員表

### 毛家
| 演員           | 角色   | 暱稱／關係 | 登場集數            |
| 唐炳光         | 太 爺  | 毛守仁之養父 毛俊傑之祖父 毛子滔、毛子瑤之曾祖父 曾當警察 患有糖尿病，經常偷吃甜品 於第1集偷飲可樂及雪糕以致糖尿病發送院 於第4集遷至毛守仁家中 | 1,4-5,11,15-18      |
| 楊依依         | 太 嫲  | 想婆 毛守仁之養母 毛俊傑之祖母 毛子滔、毛子瑤之曾祖母 患有腦退化症 於第1集向毛守仁討回屋契 於第4集遷至毛守仁家中 | 1,4-5,11-12,16-18   |
| 姜大偉         | 毛守仁 | 忍哥、松松 退休中學校長、惡毒老人同盟盟主 毛俊傑之父、毛子滔及毛子瑤之祖父 寵愛其子、孫兒，令他們覺得自己十分煩厭 幼年曾時與朱繼星、江耀威、朱幗春、馬友、丁豹、洪千嬌一起住同一間孤兒院、並欺負丁豹 於第1集被其家人意圖送往中山的老人院，其後在谷石公園與同樣失去尊嚴的朱繼星、江耀威、朱幗春、馬友相遇，組成惡毒老人同盟，討回他們的尊嚴，但四人起初認為毛守仁只說不做，並於第2集要求毛守仁成功將上中山一事擱置才確立其盟主地位 於第2集被媳婦及兒子脅逼去中山老人院，使用數個方案仍不得要領，最終以傳染病方法成功傳染病毒給其子及媳婦，令上中山一事擱置 於第7集試探朱莉莉而假扮金山阿伯 於第11集被誣陷非禮Joey 於第15集參選谷石區區議員 於第18集以1383票當選谷石區區議員 於第19集被丁豹誘騙與朱繼星、朱幗春、江耀威和馬友自相殘殺 | 全劇                |
| 李忠希         | 毛俊傑 | 會計師 毛守仁之子 徐穎兒之夫 毛子滔、毛子瑤之父 於第17集因座駕門把被塗上膠水而黏手，後被揭發囤積奶粉 | 1-5,11,13, 15-18,20 |
| 陳佩思         | 徐穎兒 | Susan 從事人力資源管理 毛守仁之媳 毛俊傑之妻 毛子滔、毛子瑤之母 欲將毛守仁送去老人院，於第5集打消此想法 於第17集因膠蛇被放進手袋而嚇倒，後被揭發言行粗野 | 1-5,11,13,15-18,20  |
| 陳沛妍         | 毛子瑤 | 瑤瑤 毛俊傑、徐穎兒之長女 毛子滔之姊 沉迷玩手機，對毛守仁的過度關顧感討厭 於第17集被塗鴉圖畫，後被揭發與同學互相冒簽 | 1-5,11,16-18        |
| 王歌慧（青年） | 毛子瑤 | 瑤瑤 毛俊傑、徐穎兒之長女 毛子滔之姊 沉迷玩手機，對毛守仁的過度關顧感討厭 於第17集被塗鴉圖畫，後被揭發與同學互相冒簽 | 20                  |
| 陳泓達         | 毛子滔 | 滔滔 毛俊傑、徐穎兒之幼子 毛子瑤之弟 沉迷玩手機，對毛守仁的過度關顧感討厭 於第17集被奪去波板糖，後被揭發對同學拳打腳踢 | 1-5,11,13,15-18     |
| 呂 熙（青年）  | 毛子滔 | 滔滔 毛俊傑、徐穎兒之幼子 毛子瑤之弟 沉迷玩手機，對毛守仁的過度關顧感討厭 於第17集被奪去波板糖，後被揭發對同學拳打腳踢 | 20                  |

### 朱家
| 演員           | 角色   | 暱稱／關係 | 登場集數               |
| 劉秉賓（青年） | 朱繼星 | 雞哥、星哥、星仔 退休龍虎武師 惡毒老人同盟成員 幼年時欺負丁豹 蔣曼莉之夫 經常被蔣曼莉欺負 於第1集在片場做替身時被蔣曼莉強行帶走 於第2集加入惡毒老人同盟 於第9集成為最炙手可熱的老戲骨（宮粉羊蹄甲） 於第12集被丁豹教唆擲花盆殺害蔣曼莉不遂 於第13集被蔣曼莉趕走、後和好 於第13集獲大哥准許飾演宮粉羊蹄甲一角 於第19集被丁豹誘騙與毛守仁、朱幗春、江耀威和馬友自相殘殺 於第20集（多年後）去世 投名狀為毒 | 9                      |
| 白 彪          | 朱繼星 | 雞哥、星哥、星仔 退休龍虎武師 惡毒老人同盟成員 幼年時欺負丁豹 蔣曼莉之夫 經常被蔣曼莉欺負 於第1集在片場做替身時被蔣曼莉強行帶走 於第2集加入惡毒老人同盟 於第9集成為最炙手可熱的老戲骨（宮粉羊蹄甲） 於第12集被丁豹教唆擲花盆殺害蔣曼莉不遂 於第13集被蔣曼莉趕走、後和好 於第13集獲大哥准許飾演宮粉羊蹄甲一角 於第19集被丁豹誘騙與毛守仁、朱幗春、江耀威和馬友自相殘殺 於第20集（多年後）去世 投名狀為毒 | 1-3,5-20               |
| 岑潔儀（青年） | 蔣曼莉 | 朱繼星之妻 為人野蠻潑辣，經常欺負朱繼星 於第1集在朱繼星在片場做替身時強行帶走他 於第3集被朱繼星使用毒招而著涼 於第5集被丁豹打傷 於第9集成為朱繼星之全職經理人 於第13集趕走朱繼星，後和好 於第17集在惡毒老人同盟記者會上主持公道 | 9                      |
| 黃文慧         | 蔣曼莉 | 朱繼星之妻 為人野蠻潑辣，經常欺負朱繼星 於第1集在朱繼星在片場做替身時強行帶走他 於第3集被朱繼星使用毒招而著涼 於第5集被丁豹打傷 於第9集成為朱繼星之全職經理人 於第13集趕走朱繼星，後和好 於第17集在惡毒老人同盟記者會上主持公道 | 1,3,5,9-10,12-13,17,20 |

### 江家
| 演員   | 角色   | 暱稱／關係 | 登場集數   |
| 郭 鋒  | 江耀威 | 威哥、威仔 退休點心蒸籠師傅 幼年時欺負丁豹 朱莉莉之夫 患有不舉，多次與朱莉莉發生性行為失敗 於第1集服食威而鋼後陰莖成功勃起，但來不及發生性行為便因血管過度擴張而送院 於第2集加入惡毒老人同盟 於第19集被丁豹誘騙與毛守仁、朱繼星、朱幗春和馬友自相殘殺，後重新加入惡毒老人同盟 於第20集與朱莉莉和好並誕下一子一女 于第20集（多年後）去世 投名狀為賤 | 1-3,5-20   |
| 劉依靜 | 朱莉莉 | Lily 來自黑龍江省 酒樓知客，於第6集辭職 江耀威之妻 常穿性感衣服 於第3集被江耀威使用賤招而得到皮膚病 於第7集被惡毒老人同盟成員試探是否對江耀威真心，後發現眾人試探其並離家出走 於第20集與江耀威和好並誕下一子一女 | 1,3,5,7,20 |

### 黃家
| 演員   | 角色   | 暱稱／關係 | 登場集數      |
| 李 楓  | 朱幗春 | 老母、豬女 惡毒老人同盟成員 保安員，後辭職成為媽媽生，後辭職 幼年時欺負丁豹 黃文龍、黃文鳳之母 於第2集加入惡毒老人同盟 於第19集被丁豹誘騙與毛守仁、朱繼星、江耀威和馬友自相殘殺 於第20集（多年後）去世 投名狀為惡 | 1-3,5-20      |
| 陳積榮 | 黃文龍 | 朱幗春之長子 黃文鳳之兄 於第1集假裝騙徒向朱幗春取三萬元生活費 於第3集被朱幗春以惡招嚇退 於第8集發現朱幗春有一塊古洞地而假裝變好 於第14集被丁豹陷害 於第20集真心悔改                                               | 1,3,5,8,14,20 |
| 林熹瞳 | 黃文鳳 | 朱幗春之幼女 黃文龍之妹 於第1集向朱幗春取一萬元墮胎 於第8集發現朱幗春有一塊古洞地而假裝變好 於第14集被丁豹陷害 於第18集協助毛守仁拉票 於第20集真心悔改                                                            | 1,8,14,18,20  |

### 樂安老人院
| 演員   | 角色   | 暱稱／關係 | 登場集數     |
| 關偉倫 | 趙世安 | 院長 | 6,8          |
| 黎彼得 | 馬 友  | 馬騮 惡毒老人同盟成員 老人院院友 常被其他老人院友欺負 幼年時欺負丁豹 於第2集加入惡毒老人同盟 於第6集當選康樂活動主席 、後被丁豹教唆而欺負其他院友 於第19集被丁豹誘騙與毛守仁、朱繼星、朱幗春和江耀威自相殘殺，後重新加入惡毒老人同盟 於第20集（多年後）去世 投名狀為狠 | 1-3,5-20     |
| 鄭恕峰 | 陳志華 | 華叔、華Dee 老人院院友 退休搬運司機 視黃德興為老大 常欺負馬友 於第3集為黃德興慶祝入住老人院三周年 於第5集為黃德興購買輪椅 於第6集加入惡毒老人同盟 於第20集（多年後）去世                                                                                               | 1,3,5-20     |
| 王 青  | 黃德興 | 大興 老人院院友 退休搬運司機 常欺負馬友 於第3集被馬友使用狠招而滑倒 於第5集要求馬友捐3元予聯合國老人基金 於第6集離開老人院 | 1,3,5-6      |
| 黃豪俠 | 細 強  | 老人院院友 | 1,3,5-6,10   |
| 游潔冰 | 芳 姨  | 老人院院友 | 1,3,5-6,8,10 |
| 劉燕嫦 | 蘭 姨  | 老人院院友 | 1,3,5-6,8,10 |
| 潘采鳳 | 翠 姐  | 老人院院友 | 1,3,5-6,8,10 |

### 惡毒老人同盟
| 演員   | 角色   | 暱稱／關係 | 登場集數 |
| 姜大偉 | 毛守仁 | 忍哥 惡毒老人同盟盟主 紅戰士 幼年時欺負丁豹 於第2集通過考驗而獲認可為盟主 於第7集試探朱莉莉是否對江耀威真心而假扮金山阿伯 於第11集被誣陷非禮Joey 於第15集參選谷石區區議員 於第18集以1383票當選谷石區區議員 於第19集被丁豹誘騙與朱繼星、朱幗春、江耀威和馬友自相殘殺 參見毛家 | 全劇     |
| 李 楓  | 朱幗春 | 惡毒老人同盟成員 粉紅戰士 投名狀為惡 幼年時欺負丁豹 於第7集試探朱莉莉而假扮毛守仁之情婦 於第19集被丁豹誘騙與毛守仁、朱繼星、江耀威和馬友自相殘殺 於第20集（多年後）去世 參見李家                                                                                             | 1-3,5-20 |
| 白 彪  | 朱繼星 | 惡毒老人同盟成員 黃戰士 投名狀為毒 於第7集試探朱莉莉而假扮毛守仁之保鏢 幼年時欺負丁豹 於第8集試探黃文鳳 於第19集被丁豹誘騙與毛守仁、朱幗春、江耀威和馬友自相殘殺 於第20集（多年後）去世 參見朱家                                                                             | 1-3,5-20 |
| 黎彼得 | 馬 友  | 惡毒老人同盟成員 藍戰士 投名狀為狠 幼年時欺負丁豹 於第8集試探黃文鳳 於第10集跟隨丁豹離開惡毒老人同盟 於第19集被丁豹誘騙與毛守仁、朱繼星、朱幗春和江耀威自相殘殺，後重新加入惡毒老人同盟 於第20集（多年後）去世 參見愛護老人力量                                              | 1-3,5-20 |
| 郭 鋒  | 江耀威 | 惡毒老人同盟成員 綠戰士 投名狀為賤 幼年時欺負丁豹 於第7集誤會朱莉莉與毛守仁有染而氣走其 於第8集試探黃文鳳、黃文龍 於第10集跟隨丁豹離開惡毒老人同盟 於第19集被丁豹誘騙與毛守仁、朱繼星、朱幗春和馬友自相殘殺，後重新加入惡毒老人同盟 於第20集（多年後）去世 參見江家          | 1-3,5-20 |
| 元 華  | 丁 豹  | 惡毒老人同盟成員 黑戰士 幼年時被毛守仁、朱繼星、江耀威、朱幗春、馬友欺負 於第5集加入 於第10集被毛守仁逐出同盟 於第19集誘騙毛守仁與朱繼星、朱幗春、江耀威和馬友自相殘殺 於第20集（多年後）去世                                                                                | 4-20     |
| 鄭恕峰 | 陳志華 | 華叔、華Dee 惡毒老人同盟成員 橙戰士 於第6集加入 於第7集試探朱莉莉而假扮搶走毛守仁之手袋 於第8集試探黃文龍 於第20集（多年後）去世 | 1,3,5-20 |
| 馮素波 | 洪千嬌 | 惡毒老人同盟成員 紫戰士 於第6集加入 於第10集退出 於第19集講出當年戲弄丁豹的真相 於第20集（多年後）去世 | 4-20     |

### 愛護老人力量
- 於第19集解散。

| 演員           | 角色   | 暱稱／關係 | 登場集數 |
| 郭家曦（童年） | 丁 豹  | 豹哥、貓仔 主席 毛守仁之天敵、最后和好 於第5集假意加入惡毒老人同盟 於第6集教唆馬友欺負其他院友 與第7集教唆江耀威北上嫖妓 於第8集教唆朱幗春做扯皮條 於第9集教唆朱繼星殺害蔣曼莉 於第10集成立愛護老人力量 於第12集教唆朱繼星擲花盆殺害蔣曼莉 於第14集陷害黃文龍、黃文鳳 於第15集參選谷石區區議員 於第18集以1322票落選谷石區區議員 於第19集誘騙毛守仁與朱繼星、朱幗春、江耀威和馬友自相殘殺 于第20集四處流浪出走，後被毛守仁尋回並與眾人和好 於第20集（多年後）去世 | 11-13    |
| 元 華          | 丁 豹  | 豹哥、貓仔 主席 毛守仁之天敵、最后和好 於第5集假意加入惡毒老人同盟 於第6集教唆馬友欺負其他院友 與第7集教唆江耀威北上嫖妓 於第8集教唆朱幗春做扯皮條 於第9集教唆朱繼星殺害蔣曼莉 於第10集成立愛護老人力量 於第12集教唆朱繼星擲花盆殺害蔣曼莉 於第14集陷害黃文龍、黃文鳳 於第15集參選谷石區區議員 於第18集以1322票落選谷石區區議員 於第19集誘騙毛守仁與朱繼星、朱幗春、江耀威和馬友自相殘殺 于第20集四處流浪出走，後被毛守仁尋回並與眾人和好 於第20集（多年後）去世 | 4-20     |
| 馮素波         | 洪千嬌 | 打手 洗碗工 追求丁豹達六十年 於第6集假意加入惡毒老人同盟 於第19集講出當年戲弄丁豹的真相 於第20集（多年後）去世 | 4-20     |
| 謝月美         | 陳清心 | 打手 全職家庭主婦 追求丁豹 於第10集誣陷毛守仁非禮和強姦她 於第14集誣陷朱幗春打她 於第19集得知自己只是被丁豹利用，後在洪千嬌的勸說下離開丁豹 | 10-19    |
| 黎彼得         | 馬 友  | 成員、前惡毒老人同盟成員 於第10集跟隨丁豹離開惡毒老人同盟，加入愛護老人力量 於第19集被丁豹誘騙與毛守仁、朱繼星、朱幗春和江耀威自相殘殺，後重新加入惡毒老人同盟 於第20集（多年後）去世 | 1-3,5-20 |
| 郭 鋒          | 江耀威 | 成員、前惡毒老人同盟成員 於第10集跟隨丁豹離開惡毒老人同盟，加入愛護老人力量 於第19集被丁豹誘騙與毛守仁、朱繼星、朱幗春和馬友自相殘殺，後重新加入惡毒老人同盟 於第20集（多年後）去世 參見江家 | 1-3,5-20 |

### 劇組
| 演員   | 角色   | 暱稱／關係                                                                            | 登場集數 |
| 鄭家生 | 大 哥  | 導演 朱繼星之友 於第1、5集邀請朱繼星到片場做替身 於第13集邀請朱繼星飾演宮粉羊蹄甲一角 | 1,5,9,13 |
| 冼灝英 | 武指全 | 朱繼星之友                                                                            | 1,5      |
| 李 嘉  | 師弟標 | 武指全之徒弟 經常向朱繼星借錢                                                         | 1,5,9,13 |
| 周子龍 | 師弟力 | 武指全之徒弟 經常假借與朱繼星友好而騙取其付賬                                         | 1,5,9,13 |

### 保安員
| 演員   | 角色   | 暱稱／關係                                                                                                | 登場集數 |
| 湯俊明 | 王經理 | 保安經理 針對朱幗春 偏袒Angel                                                                             | 1,3,8,14 |
| 梁寶琪 | Angel  | 保安員 於第1集向王經理領朱幗春發現王太寓所未關門的功勞 於第14集向王經理領朱幗春尋回陳太兒子的布朗龜的功勞 | 1,3,8,14 |
| 何婷恩 | 琪     | 保安員 | 1,3,14   |
| 張國洪 | 文     | 保安員 | 1,3,14   |
| 賀文傑 | 行     | 保安員 | 1,3,14   |
| 許明志 | 忠     | 保安員 | 1,3,14   |
| 杜飛龍 | 信     | 保安員 | 1,3,14   |
| 候建民 | 風     | 保安員 | 1,3,14   |
| 郭仲添 | 寶     | 保安員 | 1,3,14   |

### 其他角色
| 演員   | 角色       | 暱稱／關係 | 登場集數       |
| 黃 欣  | Joey       | Joey BB 於第1集為問卷調查員 於第2集為寬頻推銷員 於第3集為教會信徒 於第6集為義工天使 於第11集為愛護老人力量親善大使 於第18集離開愛護老人力量，協助毛守仁拉票 | 1-3,6,11,18-20 |
| 招浩東 | 泉 叔      | 雞泉、縮骨泉 毛守仁之友 於第2集被毛守仁過度搖晃而暈倒入院                                                                                                   | 1-3,15-18      |
| 王少萍 | 李春燕     | 陽光快餐店店員 同情朱幗春 朱幗春之乾女 | 1,6-8,20       |
| 黃冠斌 | 輝 仔      | 黃文鳳之前度男友 | 1,8            |
| 古天祥 | 阿 武      | 黃文鳳之前度男友 | 1,8            |
| 莊兆麟 | 新 仔      | 黃文鳳之前度男友 | 1,8            |
| 包曉華 | 張師奶     | 蔣曼莉之麻雀搭子 | 1              |
| 黃鳳琼 | 李師奶     | 蔣曼莉之麻雀搭子 | 1,9            |
| 朱婉儀 | 趙師奶     | 蔣曼莉之麻雀搭子 | 1,9            |
| 曾玉娟 | 梁師奶     | 蔣曼莉之麻雀搭子 | 9              |
| 何慶輝 | 醫 生      | 於第1集診治因服食威而剛而血管擴張的江耀威 | 1              |
| 余采霖 | 沙灘少女甲 | 於第1集在沙灘上打排球的少女 | 1              |
| 謝芷倫 | 沙灘少女乙 | 於第1集在沙灘上打排球的少女 | 1              |
| 李嘉瑩 | 沙灘肥少女 | 於第1集在沙灘上打排球的胖妞 | 1              |
| 黎沛伶 | 沙灘肥少女 | 於第1集在沙灘上打排球的胖妞 | 1              |
| 梁 志  | 沙灘老伯   | 在沙灘上看美女打排球的老伯 | 1              |
| 張潔蓮 | 林 太      | 於第4集被揭發欠債三十多萬 | 2,4,17         |
| 魯文傑 | 黃 生      | 黃太之夫 於第4集被揭發經常北上尋歡 於第17集被揭發囤積益多多                                                                                                 | 2,4,17         |
| 傅楚惠 | 黃 太      | 黃生之妻 於17集指罵毛俊傑囤積奶粉 | 4,17           |
| 羅貫峰 | 年青醫生   | 於第2集診治毛守仁 於第3集診治朱繼星 | 2-3            |
| 伍國明 | 精神科醫生 | 於第2集診治毛守仁 | 2              |
| 趙敏通 | 男 警      | 於第2、3集在公園巡邏 | 2-3,15-16      |
| 陳宛蔚 | 女 警      | 於第2、3集在公園巡邏 | 2-3,15         |
| 關伊彤 | 陳 太      | 於第3集投訴朱幗春捏她兒子的臉頰 於第14集誤以為Angel尋回她兒子的布姆龜，實為朱幗春所為                                                                       | 3,14           |
| 呂柏暉 | 契 仔      | 太爺之乾兒子 於第4集到毛守仁家為太爺慶祝生日 | 4              |
| 黃俊榮 | HipHop男   | 於第4集到毛守仁家為太爺慶祝生日 | 4              |
| 王智德 | HipHop男   | 於第4集到毛守仁家為太爺慶祝生日 | 4              |
| 譚俊雄 | 紋身大漢   | 於第4集被發現偷車後以鐵尺脅持毛子滔 | 4              |
| 許碧姬 | 拾荒阿婆   | 於第4集與太嫲在街上爭紙皮 | 4,17           |
| 黃文標 | 中醫師     | 於第5集為江耀威診治 | 5              |
| 夏玉麟 | 燒味店老闆 | | 6              |
| 林景弘 | 新 哥      | 丁豹之友 | 7,10           |
| 楊天經 | 健 哥      | 丁豹之友 | 7,10           |
| 莫偉文 | 李 生      | 於第8集視姦朱幗春、後調戲Angel | 8              |
| 梁健平 | 秋水大師   | 祈福黨 | 8              |
| 游五珠 | 李 太      | 祈福黨 | 8              |
| 陳安瑩 | 七 姑      | 老鴇 | 8              |
| 鄧以豪 | 峰 哥      | 毒販 | 8              |
| 何詠雯 | 小 欣      | 電視節目主持 | 9              |
| 李芷琪 | 短髮少女   | 谷大電影系學生 | 9,16           |
| 黃浩霆 | 勤         | 谷大電影系學生 | 9,16           |
| 張鴻熙 | 儉         | 谷大電影系學生 | 9,16           |
| 趙進銘 | 禮         | 谷大電影系學生 | 9,16           |
| 張國雄 | 廣告導演   | 朱繼星代言成人尿片廣告的導演 | 9              |
| 鄺佐輝 | 徐定富     | 茶餐廳老闆 喜歡洪千嬌 | 10,14          |
| 陳仕文 | 便衣警員   | | 10             |
| 盧海鷹 | MK男       | 於第11集調戲Joey | 11             |
| 羅浩晉 | MK男       | 於第11集調戲Joey | 11             |
| 菁 瑋  | 心理醫生   | 診治朱幗春 | 11             |
| 李鴻   | 區 恆      | 谷石區區議員 於第15集心臟病發 | 15             |

## 記事
- 2013年7月22日：此劇進行開鏡拜神。[1]
- 2013年10月16日：香港電視網絡因不獲發免費電視牌照，宣佈停拍此劇。
- 2014年3月3日：此劇正式復拍。[2]
- 2015年6月16日：第一集中約六分鐘片段上載至YouTube及香港電視應用程式供網民欣賞。

## 製作團隊
| - 總導演：關樹明 - 編審：鮑偉聰 - 創作總監：蔡淑賢 - 導演：黃偉賢 - 副導演：梁裕德、何樂然、王琬怡 - 編劇：鄭成武、何群娥、林逸瀚、黃正軒、戴慧文、余寶玲、蔣嘉昕、陳穎新 - 製片：馮麗麗 - 助理製片：黃佩盈 - 化粧：黃偉文、張家玲 - 化粧指導：胡鳳美 - 特技化粧：陳志陽 - 髮型：王伯僑、李明達 - 髮型指導：廖海明 - 服裝設計：王雪婷、陳雯芝 - 服裝：張翠嬌、李詩韻 - 美術指導：馮淑芬 - 副美術指導：謝藹霖、衛思行、林碧君 | - 攝影師：胡成業、陳永康 - 攝影助手：潘嘉俊、陳秉謙 - 收音師：梁文健、葉天恩 - 收音助手：張達全、黃漢強 - 燈光師：連國光、楊德偉 - 燈光助手：吳雄堅、陳家麒 - 營造統籌：陳紹鴻 - 置景道具：姚思雄、梁煥洪 - 劇務：張錦培、吳家耀 - 視像效果：袁曦嶢 - 剪接：江靜威、文煒婷 - 視覺特效：張永奇、劉智平、吳銘賢、李自力 - 視覺特效統籌：譚景強 - 配音混錄、配音效果：iZone Sound Design - 配樂指導：江暉 - 數碼調色：林國均 - 製作聯絡：譚麗麗、儲凱玲 |

## 外部連結
- YouTube上的惡毒老人同盟 第一集片段

## 節目變遷
| 马来西亚 Astro雙星、Astro双星HD 星期日至四 19:00－19:30 節目 · 7月12日起 19:30－20:00 | 马来西亚 Astro雙星、Astro双星HD 星期日至四 19:00－19:30 節目 · 7月12日起 19:30－20:00 | 马来西亚 Astro雙星、Astro双星HD 星期日至四 19:00－19:30 節目 · 7月12日起 19:30－20:00 |
| ------------------------------------------------------------------------------------- | ------------------------------------------------------------------------------------- | ------------------------------------------------------------------------------------- |
|                                                                                       | 惡毒老人同盟 （2015年6月21日－7月16日）                                               |                                                                                       |
| 末日+5 （2015年6月14日－6月18日） （19:00-20:00）                                     | 四年B班 （2015年7月19日－7月22日）三面形醫 （2015年7月23日－8月17日） （19:00-20:00） |                                                                                       |

| cHK香港台 星期一至五 22:00－22:30 節目            | cHK香港台 星期一至五 22:00－22:30 節目              | cHK香港台 星期一至五 22:00－22:30 節目 |
| ------------------------------------------------- | --------------------------------------------------- | -------------------------------------- |
|                                                   | 惡毒老人同盟 （2015年6月22日－7月17日）             |                                        |
| 末日+5 （2015年6月15日－6月19日） （22:00-23:00） | 驚異世紀 （2015年7月20日－7月30日） （22:00-23:00） |                                        |

| 香港電視網絡 星期一至五 19:00－19:30 節目         | 香港電視網絡 星期一至五 19:00－19:30 節目                                             | 香港電視網絡 星期一至五 19:00－19:30 節目 |
| ------------------------------------------------- | ------------------------------------------------------------------------------------- | ----------------------------------------- |
|                                                   | 惡毒老人同盟 （2015年6月22日－7月17日）                                               |                                           |
| 末日+5 （2015年6月15日－6月19日） （19:00-20:00） | 四年B班 （2015年7月20日－7月23日）三面形醫 （2015年7月24日－8月18日） （19:00-20:00） |                                           |

| 香港電視網絡 星期日 06:00－07:00 節目（其他重播時段請參見這裡） 每次播放兩集 | 香港電視網絡 星期日 06:00－07:00 節目（其他重播時段請參見這裡） 每次播放兩集 | 香港電視網絡 星期日 06:00－07:00 節目（其他重播時段請參見這裡） 每次播放兩集 |
| ---------------------------------------------------------------------------- | ---------------------------------------------------------------------------- | ---------------------------------------------------------------------------- |
|                                                                              | 惡毒老人同盟 （2015年9月27日－11月29日）                                     |                                                                              |
| 還來得及再愛你 （2015年7月26日－9月26日）                                    | 夜班 （2015年12月6日－2016年2月14日）                                        |                                                                              |

| 香港 奇妙77台 星期一至五 20:30 - 21:30           | 香港 奇妙77台 星期一至五 20:30 - 21:30         | 香港 奇妙77台 星期一至五 20:30 - 21:30 |
| ------------------------------------------------ | ---------------------------------------------- | -------------------------------------- |
|                                                  | 惡毒老人同盟 （2018年6月29日 - 2018年7月12日） |                                        |
| 我阿媽係黑玫瑰 （2018年6月18日 - 2018年6月28日） | 開腦儆探 （2018年7月13日 - 2018年8月3日）      |                                        |

| Astro華麗台、Astro華麗台HD 星期日 19:30－20:30 | Astro華麗台、Astro華麗台HD 星期日 19:30－20:30            | Astro華麗台、Astro華麗台HD 星期日 19:30－20:30 |
| ---------------------------------------------- | --------------------------------------------------------- | ---------------------------------------------- |
|                                                | 惡毒老人同盟 （2018年12月9日－2019年2月10日） （2集連播） |                                                |
| 童話戀曲 （2018年8月19日－12月2日）            | 第二人生 （2019年2月17日－4月28日）                       |                                                |

Template:香港電視劇集